# گورستان باچون
روستای  باچون مربوط به دوره قاجار است و در شهرستان فراشبند، بخش مرکزی، دهستان آویز،روستای باچون واقع شده و در اینجا اثر تاریخی (گورستان باچون ) در تاریخ  ۱۵ دی ۱۳۸۷ با شمارهٔ ثبت ۲۴۲۰۹ به‌عنوان یکی از آثار ملی ایران به ثبت رسیده است .